# Colonia 1 Mai, Brașov
Colonia 1 Mai, numele inițial Concordia, este un sat în comuna Vulcan din județul Brașov, Transilvania, România. Se află în Depresiunea Brașov, la poalele estice ale munților Perșani, la 18 kilometri de Brașov.

## Atestare
Prima atestare documentara a Coloniei  miniere Concordia apare  în  jurul anului 1900 când inginerul minier Johann Kekel (expert în minerit, care a pus în aplicare  cunoștințele  sale în geologie și geodezie, a predat  „Exploatări Miniere”, „Dreptul în minerit” și „Mineralogie” la minele Selmec - Slovacia) este numit director  la   mina Concordia (lângă  Brașov). Acesta a condus între anii 1913-1922 minele Căpeni, Bratca, și Concordia după care a fost numit director la Căpitănia Minieră din Târgu Mureș. Acest nume - „Concordia” - a fost dat de primii muncitori care s-au stabilit acolo, după latinul concordia (Stare de bună înțelegere între membrii unui grup; acord; armonie. Aici domnește ~a. [Art. concordia; G.-D. concordiei; Sil. -di-e] /<lat) fiindcă acolo s-au așezat Mogoșeni, Moldoveni, Munteni, Olteni, Austrieci, Germani, Unguri, minieri din Căpeni, Baraolt, Valea Jiului, Lupeni, Holbav (Holbach), practic din toate colțurile României și din Europa, care munceau și trăiau în bună armonie și înțelegere.
În prima perioadă, mina de cărbuni  Concordia a fost în proprietatea  magnatului Friederich Czell (Fabrica  de bere de la Dârste, lichioruri și distilate alcoolice Brașov), care folosea cărbunele la centrala  termo-electrică, producând energia necesară procesului de producție în fabricile sale. Ulterior, în 1948, mina a fost naționalizată și în perioada comunistă  a fost numită „Colonia 1 Mai”. În timpul celui de al Doilea Război Mondial, până în anul 1944 (23 august) lucrau în subteran și prizonieri de război sovietici. După întoarcerea armelor și, mai târziu, sub dictatura comunistă, au fost aduși și soldați în termen.
Localitatea nu a avut niciodată structură de sat, nepracticându-se agricultura sau creșterea animalelor.
După închiderea definitivă  a minei în anul 1964, în incinta șantierului a funcționat pentru puțin timp o fabrică de conserve. În prezent, în clădirea fostelor birouri, este un spital de boli psihice.
Prin construirea multor case și vile, localitatea a devenit un punct de agrement la poalele Măgurei Codlei.

## Context istoric
Avântul impresionant pe care la luat industria siderurgică și metalurgică la mijlocul secolului al XIX-lea în lume, implicit și în Imperiul Austro-Ungar, a făcut ca după începerea exploatării cărbunelui  din bazinul minier Anina și din Valea Jiului de către frații Hoffman (austrieci), să fie necesară deschiderea și a altor mine în Transilvania și mai precis în Țara Bârsei. Primele exploatări de cărbune în Țara Bârsei s-au făcut la Cristian (lângă Brașov) și ulterior la Concordia și Holbav-Holbach (cărbune brun pietros-cocsificabil).
Consorțiul condus de frații Hoffman a investit sume enorme pentru cercetarea și deschiderea unor noi mine la Căpeni, Baraolt, Vârghiș, Concordia și în întreaga Transilvanie, între anii 1888–1916. 
În vara anului 1899 ia ființă „Cartelul Cărbunelui” la Salgótarján (Ungaria) a Mineritului Maghiar și a Uniunii Carbonifere a Combinatelor Miniere a Nordului Ungariei precum și a Combinatului Carbonifer Uricani în Valea Jiului.
Conform raportului Camerei de Comerț și Industrie Brașov din anul 1907, calitatea  cărbunelui  scade  ( 30 % steril ) datorită intrării în exploatare a întreprinderilor miniere cu un cărbune slab calitativ  (lignitul, din bazinul carbonifer  Căpeni-Baraolt). 
Marii consumatori de cărbune (industriile siderurgice, metalurgice și de transporturi) sunt la cheremul „Cartelului Minelor” care fac repartiția cărbunelui deci, practic  sunt dependente de producători, lucru menționat în „Jurnalul Minelor si Siderurgiei” - 1908 (din documentele arhivelor statului – Deva, fond Căpitanatul minier Zlatna -1909 ).

### Friederich Czell
In anul 1855 a fost fondat concernul Friederich Czell și Fiii. Inițial, activitatea lor principală  a fost exportul de lână însă cu timpul au abandonat aceasta axându-se pe fabricarea spirtului.
In anul 1892, concernul cumpără fabrica de spirt din Dârste (Brașov) și construiește o fabrică de bere modernă - pentru acele timpuri – la început cu cca. 40 de angajați. În aceeași perioadă a fost deschisă pentru exploatare și mina de cărbuni  “Concordia “, care aparținea aceluiași magnat, Friederich Czell si Fiii.

## Personalități
- Christian W. Schenk, (n. 11 noiembrie 1951), medic, scriitor, poet, eseist bilingv, cetățean de onoare al orașului universitar Cluj-Napoca, membru al Uniunilor Scriitorilor din România și Germania, deținător al marelui Brevet Prezidențial. A copilărit și trăit în Colonia 1 Mai, Brașov, numele real Concordia, în perioada 1951-1976.

## Amănunte

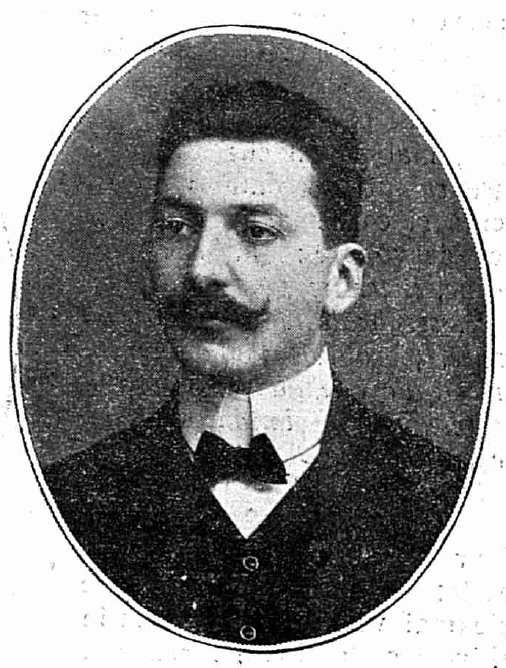
Eugeniu Czell

Prima colonie muncitorească a fost înființată pentru tăietorii de lemne și a fost amplasată lângă cariera de piatră de lângă drumul ce urcă spre Holbav. Aceștia au defrișat pădurile din viitoarea incintă minieră, de pe locul terenului de fotbal de mai târziu, halda de steril și din viitoarea  colonie. Tot ei au montat primul gater în incinta minieră pentru debitarea materiei lemnoase ce era necesară exploatării miniere. 
Primele construcții din incintă au fost birourile, atelierul, lămpăria, remiza pentru vagonetele basculante.  În colonia de jos (așezarea a fost împărțită în trei zone: colonia de sus, de mijloc și de jos) s-au construit grajdurile pentru cai cu care se făcea transportul cărbunelui din subteran la suprafață prin galeria de coastă.  În apropriere s-a construit și un cântar  pentru căruțele (ulterior camioane) care transportau cărbunele la destinatar. În prima fază  numai la fabrica de bere din Dârste (Brașov) deținută de magnatul berii Friederich Czell si Fii (proprietarul exploatării miniere Concordia), ulterior la diferiți beneficiari din țară.
Prima haldă de steril a fost amplasată  între colonia de sus și cea de jos, purtând denumirea de Sturz. Următoarea haldă s-a amplasat la nivelul incintei spre separație. Odată cu extinderea lucrărilor de deschidere au fost necesare și alte halde (germ. Halde) de steril, motiv pentru care s-a săpat tunelul de legătură între incintă și Valea Lată acestea fiind despărțite de un versant. 
În versantul stâng s-a săpat și primul depozit de explozivi (dinamită) necesar lucrărilor de deschidere (în steril). De la nivelul versantului stâng s-au extins haldele de steril. Energia electrica era  obținută din resurse proprii de la centrala  termoelectrică „Wolf” amplasată în clădirea separației, la parter. În perioada 1928-1944 s-au construit blocurile muncitorești din colonia de jos (lângă pârâul Breitbach – Brezbav numit de localnici) și din colonia de sus, precum și locuințele directorilor, a inginerului șef, a casierului etc.) tot in colonia de sus. S-a construit si ștrandul care avea și rolul de captare a apei necesare flotației (separației) și a centralei termoelectrice. Odată cu extinderea lucrărilor, a fost necesară suplimentarea cu energie electrică pentru mașina de extracție a puțului nou, săpat de la suprafață (pe drumul înspre  Holbav, lângă cariera de piatră) și a troliilor și utilajelor tot mai des folosite în minerit. În acest sens s-a construit și ce-a de a doua centrală electrică pe bază de cărbune la Thomas (cea de a doua intrare în mină), dotate cu un grup generator de fabricație Lanz.
Între timp s-a construit calea ferată cu ecartament normal, ce făcea legătura între separație (silozul de cărbune a Întreprinderii Miniere Concordia ) și stația CFR – Codlea pe o lungime de 7,2 km.
Întreprinderea a fost dotată cu două locomotive cu aburi construite la Reșița și cu vagoane de cale ferată de 10 tone. În incintă era și un depou pentru locomotive, lângă stația de separație.
Întreprinderea având surse de energie suficiente s-a putut construi și o stație modernă de compresoare, la gura minei. Aerajul minei se realiza printr-un puț de aeraj, amplasat pe drumul spre Holbav.
După anul 1950  mina s-a extins cu un „plan înclinat” amplasat într-o poiană din apropiere numită de locuitori „Poiana Rotundă” accesul realizându-se pe calea ferată îngusta din incinta minieră prin tunel si mai departe pe liziera pădurii, până la baza Poienii Rotunde (la nivelul Breitbach-ului – Valea Lată). Extracția sterilului și ulterior a cărbunelui se realiza cu ajutorul unui troliu pe post de mașină de extracție.
Galeria de coastă din incinta minieră, a fost legată prin subteran de mina Holbav, de unde cărbunele ajungea la separația din Concordia. Deschiderea minei in orizonturile inferioare s-a făcut prin puțul de extracție amplasată la suprafață.  
După câștigarea întrecerii socialiste pe ramură minieră, (1950) întreprinderea a avut șansa de a fi dotată cu mai multe mijloace fixe și mobile. În primul rând s-au construit mai multe clădiri de importanta majoră, cum ar fi:  birourile noi cu dispensar si baia pentru mineri. Dispensarul a fost dotat printre altele cu cel mai nou aparat Roentgen și dispunea  de saloane pentru bolnavii internați. În continuare s-a construit, cantina, școala cu clasele I-IV, un magazin alimentar, măcelărie, magazin mixt, o cazarma (viitorul cinematograf, o nouă tâmplărie și garajul pentru camionul primit (un Ford) și un JEEP marca Skoda (captură de război). Întreprinderea minieră dispunea de o sală mare festivă unde trupa de artiști amatori puneau in scenă multe spectacole. În anul 1947 a fost pus in funcțiune primul cinematograf în sala mare din „Colonia de jos” iar în anul 1957 primul televizor (Rubin) de fabricație sovietică care transmitea emisiuni în alb-negru câte două ore pe zi.
Întreprinderea minieră „Concordia” era condusă de un director, ulterior de ingineri Șefi, numiți șefi incintă (Platz).
Primul director cunoscut din arhive, a fost Ing. Johann Kekel (1878–1957).
În subteran – în afară de minieri – au lucrat în timpul războiului prizonieri sovietici până la 23 august 1944 după care au fost aduși și soldați în termen. 
În momentul intrării în exploatare a straturilor de cărbune au început problemele cu metanul, care a cauzat multe explozii cu consecințe fatale în subteran. Stratul de cărbune fiind puternic faliat, dispărând instantaneu, se produceau multe surpări în urma cărora s-au produs anual extrem de multe accidente mortale.